# Замок Вакамацу
Замок Вакамацу (яп. 若松城, вакамацу-дзьо) — замок у місті Айдзу-Вакамацу, префектури Фукусіма, Японія. Популярна назва «замок журавля» (яп. 鶴ヶ城, цуру-ґа-дзьо). У середньовічних документах та історіографії відомий як «замок Курокава» (黒川城) або «замок Айдзу» (会津城). У сучасній Японії відомий під назвою замку Айдзу-Вакамацу.
Замок збудований у 1384 році як укріплений пункт роду Асіна. Наприкінці 16 — початку 17 століть це укріплення переходило почергово до родів Дате, Ґамо і Като. За часів головування Ґамо Удзісато замок відремонтували і звели семиярусну головну вежу.
У 1643 році замок Вакамацу став резиденцією роду Мацудайра гілки Хосіна і залишався нею до 1868 року. Впродовж періоду Едо він відігравав роль центра Айдзу-хан. Під час війни років Босін замок був пошкоджений урядовими військами. Оскільки Айдзу-хан воював проти імператора, його головна цитадель була ліквідована у 1874 році.
Замок Вакамацу відреставрували у 1950—1960-х роках за ініціативи властей і жителів Айдзу-Вакамацу. У 1963 році спорудили головну вежу замку із залізобетону. Сьогодні вона служить як музей.
Замок Вакамацу зарахований до національних історичних пам'яток Японії.